# 34e armée (Japon)
Pour les articles homonymes, voir 34e armée.
La 34e armée (第34軍, Dai-san-jū-yon gun) est une unité de l'armée impériale japonaise basée à Wuhan puis en Corée durant la Seconde Guerre mondiale.

## Histoire
La 34e armée est créée le 3 juillet 1944 dans la province du Hopei à partir de troupes de l'« armée de défense de Wuhan », une force elle-même créée à partir des éléments de réserve de la 11e armée pour protéger les lignes arrière japonaises lorsque la 11e armée partit vers le sud pour participer à la bataille de Guilin-Liuzhou durant l'opération Ichi-Go. Par la suite, elle est transférée sous le contrôle de la 6e armée régionale et poursuit son rôle de force de garnison de Wuhan et de sa région environnante. En mars 1945, elle participe à des opérations de contre-insurrection avec la 12e armée et est transférée en juin sous le contrôle de l'armée japonaise du Guandong. Le mois suivant, elle est déplacée de Chine jusqu'à Hamhung en Corée où elle est affectée à la protection des frontières contre de possibles incursions de l'armée rouge soviétique en Corée et dans le sud du Mandchoukouo. Elle est anéantie par l'armée soviétique durant l'invasion soviétique de la Mandchourie à la toute fin de la Seconde Guerre mondiale.

## Commandement

### Commandants
|   | Nom                                    | De              | À               |
| - | -------------------------------------- | --------------- | --------------- |
| 1 | Lieutenant-général Tadayoshi Sano (en) | 5 juillet 1944  | 12 janvier 1945 |
| 2 | Lieutenant-général Senichi Kushibuchi  | 12 janvier 1945 | Septembre 1945  |

### Chef d'État-major
|   | Nom                             | De             | À              |
| - | ------------------------------- | -------------- | -------------- |
| 1 | Major-général Masataka Kaburagi | 7 juillet 1944 | 12 juin 1945   |
| 2 | Major-général Taro Kawame       | 15 juin 1945   | Septembre 1945 |